# Prova de la granota

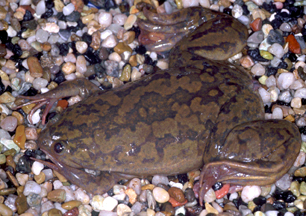
Granota amb ungles africana (Xenopus laevis)

La prova de la granota és una prova d'embaràs que es va usar intensivament fins als anys 60 del segle xx, quan es van desenvolupar els mètodes immunològics, però que continua usant-se en zones rurals de molts països llatinoamericans per la seva simplicitat i el baix cost que té. Consisteix a injectar a una granota o a un gripau femelles, sota la pell, l'orina de la pacient. L'orina d'una dona embarassada conté l'hormona hCG, que estimula l'ovulació de l'animal. Si la granota fresa en 24 hores, el test es considera positiu. L'animal sobreviu i pot ser utilitzat per a un altre test, tot i que amb un interval d'uns 40 dies.
Aquest test es va desenvolupar a Sud-àfrica als anys 30 del segle XX per part dels investigadors Hogben, Zwarenstein i Shapiro. Per als experiments es va utilitzar l'espècie de granota Xenopus laevis, que després es va exportar a tot el món, fet que l'ha convertit en una plaga que amenaça la fauna local en alguns països on va aconseguir escapar als ambients naturals.
Un mètode que porta el mateix nom, però basat en un fenomen biològic diferent que requereix mascles en comptes de femelles, va ser desenvolupat per Galli Mainini a l'Argentina (1947), amb el gripau Rhinella arenarum. La injecció al sac limfàtic dorsal del gripau provoca l'ejaculació de l'animal en el termini de les tres hores següents. Aquest mètode després es va ampliar a altres espècies per part d'investigadors com Ramírez Olivilla, Benach i Martell a Cuba (1948), amb la granota toro; i Wiltberger i Miller als Estats Units (1948), amb la granota Lithobates pipians.